# Владимир Будисављевић
Владимир племенити Будисављевић Приједорски, (Задар, 3. јануар 1864 — Дудик код Вуковара, 19. август 1942) био је дипломата Аустроугарске, од 1919. у дипломатији Краљевине СХС, потом Краљевине Југославије. Потиче из угледне српске, личке, војничке породице Будисављевић, и то из оног огранка фамилије, који је носио племићки придјевак Приједорски. Владимир је на положају дипломатског конзула издејствовао да Иво Андрић буде примљен у дипломатску службу.

## Породица
Отац му је био Емануел Будисављевић, а мајка Амелија Негрина је била ћерка начелника Равене. Био је ожењен Словенком Вилмом Хрибовшек, поријеклом из Цеља, рођеном 1870. у Клаузенбургу (Клуж — Румунија, Трансилванија, данас Клуж-Напока). Њен отац био је генерал и командант жандармерије, задужен за цјелокупну област Далмације. Из брака с Вилмом Владимир је имао двоје дјеце, ћерку Даницу, рођену 7. јуна 1894, и сина Емануела (по талијанизованој верзији дједовог имена Манојло), рођеног 24. јула 1894. на Цетињу. Ћерка је била удата за Арсу Мартиновића, апотекара из Пећи, док је син отишао у Беч на студије медицине. Синовљев животни пут умногоме је утицао на судбину цијеле фамилије, оца, мајке, супруге и сина.

## Школовање и каријера
Гимназију је завршио у Котору 1882, студије права је завршио на Универзитету у Бечу 1886. По повратку са студија, угледавши се на оца, високог државног службеника Далмације у Котору, ступа у државну службу у намјесништву у Задру и Котору, гдје је 3-4 године радио у својству судског приправника, да би по полагању политичко-административног испита био унапређен у чин котарског повјереника. Након једногодишње праксе у суду Владимир је у Министраству спољних послова у Бечу положио испите за конзула у дипломатској и конзуларној струци. 1918. је имао 18 година радно стажа, од којих је шест и по година радио као секретар Аустроугарског посланства на Цетињу, гдје се сусрео и с каснијим краљем Петром I, а осталих једанаест и по година проводи у својству вицеконзула и конзула у Београду, Нишу, Видину, Једрену, Скопљу, Драчу и Барију у Италији.

За вријеме службовања у Србији између 1897. и 1904. године два пута је одликован, и то Таковским орденом четвртог реда и Орденом Светог Саве трећег степена. Потом му је Аустроугарска монархија 1907. повјерила службу у Боки Которској, гдје проводи 12 година у времену натегнутих односа између Беча и Београда, у вријеме анексионе кризе, Царинског рата и балканских ратова. О свом раду у Боки Владимир наводи сљедеће: 
Мој скроман рад за добро народа бокешког био је признат тиме што сам од скоро свих бокешких опћина био именован почасним грађанином и што је цијела Бока Которска неколико мјесеци послије слома Аустрије писмено, једнодушно изјавила неограничено повјерење за дугогодишњи мој труд и рад.
Током школовања у Котору Владимир је био један од оснивача и чланова илегалне ђачке дружине Бранко Радичевић. Поред њега најактивнији чланови били су: Љуба Јовановић, Божидар Перазић, Филип Ковачевић, Данило Живаљеви, Петар Ј. Сундечић, Васо Франичевић, Антун Фабрис и Андрије Рађеновић. До своје 34. године, седам година провео је у својству дворског савјетника. Био је многојезичан те је поред српског говорио и њемалки, француски и италијански, док се служио мађарским, бугарским, шпанским и турским. Саставио је компаративну збирку пословица на четири језика, но то дјело остало је недовршено.

## Инцидент са сином
Три године је био уклоњен из Боке у Беч због инцидента са сином. Стављен је под политички надзор и процесуиран као тобожњи учесник при бјегству сина јединца из војне службе, који је 7 мјесеци чамио у војним тамницама усљед денунцијације једног подмићеног Арбанаса. Он се пред војним судом заклео да га је гледао у Драчу, гдје се као српски официр бори против Аустрије. Након рата Владимир је примљен у Министарство иностраних дјела Краљевине СХС и убрзо по пријему постављен за конзула у Грацу. Обратио се регенту Александру Карађорђевићу писмом из Граца 1921. године. У њему се позива на Љубу Л. Јовановића, а затим наводи да му је др Срђан Будисављевић брат од стрица.

## Познанство са краљем Петром
Обратио се писмом и краљу Петру. На Цетињу га је упознао као принца Петра, док је био секретар Аустроугарског посланства. Подсјећа га на два сусрета прије 30 и више година. У писму, између осталога пише: 
Почетком 1890-их имао сам опет ту ријетку среу, да са цијелом својом породицом путујем из Котора до Сењске ријеке заједно са Вашим Величанством и златном дјечицом вашом. При растанку опраштајуи се од нас Ваше је Величанство благоизвољело благосиљати и пољубити моју тада ситну дјечицу, те ословити ме са сљедеим ријечима, које сам вјечито запамтио и златним словима у душу своју зарезао: Господине Будисављевићу, ја се због васпитања деце селим у Швицарску, Ви сте млад човек кога чека лепа будуност, Ви нећете ваљда кроз цели ваш живот од сиромашног књаза Петра никад ништа требати, али пошто се никад не зна шта носи дан, а шта ноћ, могла би doi ипак згода да за Вас или за Вашу дјецу штогод учиним, наступи ли таква прилика обратите се мени, наћи ете у мени старо пријатељско срце.

## Веза са Ивом Андрићем
Владимир је ријешио Андрићев положај у југословенској дипломатији. Андрић је дипломатско службовање започео 1920. мијењајући неколико мјеста на почетку каријере па је тако у Трсту радио до 1923, а онда је краљевским указом од 12. јануара 1923. премјештен из Трста у Конзулат Краљевине СХС у Грац. Како је Андрић био неквалификован за мјесто вицеконзула, у ком звању је Андрић радио, нашао се на удару нових прописа државним службеницима па је 31. децембра отпуштен из службе. На интервенцију и молбу конзула Владимира Будисављевића, Андрићу је омогућено да остане на раду у конзулату (прво) у звању дневничара, као чиновник друге категорије. Тада је Андрићу остао још један испит до израде докторског рада и Владимир процјењује да му је потребно још четири мјесеца да стекне докторат и пуну кбалификацију за чиновника прве категорије. Андрић брани докторат у Грацу 1924. Андрићеву молбу Владимир, који му је био претпостављени, подржава и тако што посебно хвали дотадашњи Андрићев рад. Пише Нинчићу, министру спољних послова, да је Андрић одличан чиновник, који може само да буде на дику конзуларној струци и на корист држави и народу.

## Пријатељство са Митрофаном Баном
Митрофан Бан у својим мемоарима пише: 
Ми смо, истог дана, вапором отпутовали из Котора за Беч. На пароброду Панонија, за Ерцег Нови путоваху два моја стара пријатеља - которски политички поглавар, племић приједорски господин Владимир Будисављевић и начелник ерцегновски господин Јевто Гојкови. С првим, г. Будисављевићем, познавао сам се одавно јер је он шест година живио на Цетињу у Легацији аустро-мађарској као чиновник, те смо, за то вријеме, често заједно друштво проводили... Посјетио ме поглавар племић Владимир Будисављевић са женом, дјецом, мајком, братом и снахом... Сјутрадан, 16 учинио сам посјету начелнику Јевту Гојковиу, поглавару Будисављевићу...

## Пензионерски дани у Вршцу и трагични крај породице
По пензионисању, Владимир се са супругом Вилмом враћа у Југославију и 1926. године досељава се у Вршац, гранично мјесто према Румунији. Жена му је рођена у Румунији па су изабрали Вршац, да буду и у Југославији и близу Румуније. Син Емануел — Мане већ је започео љекарску каријеру у Вршцу, гдје је цијела породица била веома цијењена. Почетком рата сви селе у Сријемску Митровицу гдје су од усташа ухашени и отац Владимир и син Мане. Стријељани су на Дудику код Вуковара 1942. године од усташа на Преображење, 19. августа. Манетова мајка Вилма и жена Фрида депортоване су у Јасеновац. Вилма је убијена у својој 72. години, иако се њемачки генерал Едмунд Глез фон Хорстенау код Анте Павелића залагао за њено ослобођење. Јертва јој је била Дијана Будисављевић и вјероватно је она иницирала ангажовање нацистичког генерала око Вилминог спашавања. Супруга Фрида је умрла 1945. у Сријемској Митровици.